# Catherine Stern
Catherine Brieger Stern (Breslau, 6 de enero de 1894 – Nueva York, 8 de enero de 1973) fue una psicóloga y educadora alemana. Desarrolló conjuntos de manipuladores matemáticos similares a las regletas de Cuisenaire para que los niños los utilizasen en la construcción de su sentido numérico y conocimiento de la aritmética. Su libro, Children Discover Arithmetic (1949) fue utilizado por otros para trabajar en los problemas que enfrentan los niños cuando aprenden aritmética.
En 1938, emigró a los Estados Unidos. De 1940 a 1943, fue asistente de investigación de Max Wertheimer en la New School for Social Research.

## Publicaciones
- Children Discover Arithmetic, Catherine Stern, Harper & Row, 1949.
- Experimenting with Numbers, Catherine Stern, Margaret Stern and Toni S. Gould. Houghton Mifflin Co., 1950
- Structural Arithmetic I, II, III, Teachers Guide and Workbooks, with M. Stern and T. Gould. Houghton Mifflin Co., 1952
- Children Discover Arithmetic, Catherine Stern and Margaret B. Stern. Harper & Row, 1971.
- Structural Reading Program, Teachers Guides and Workbooks, A through E, with M. Stern and T. Gould, Random House, 1963.
- Children Discover Reading, with T. Gould, Random House, 1965.